# 17e régiment de hussards (France)
Le 17e régiment de hussards est un régiment de cavalerie de l'Armée de terre française constitué en 1914 et dissous en 1916.

## Création et différentes dénominations
- 9 octobre 1914 : Création du « régiment de hussards B »
- 19 août 1915 : devient le 17e régiment de marche de hussards
- 8 janvier 1916 : Dissous

## Chefs de corps
- 9 octobre 1914 : colonel de Tessières de Blanzac

## Historique des garnisons, combats et batailles du17eRH

Motif la Hongroise, Il rappelle la boutonnière, très particulière et typique de la mode hongroise, brodée sur les uniformes des premiers hussards engagés en France au XVIIIe siècle.

### Première Guerre mondiale

#### Affectations
Le régiment est affecté à la 21e brigade de cavalerie légère

#### 1914
Le « régiment de hussards B » est formé, le 9 octobre 1914, avec le groupe des 7e et 8e escadrons du 6e hussards et le groupe des 9e et 10e escadrons du 10e hussards.
Il a pour mission :  
1. de tenir les passages de la Meurthe de Vathiménil à Moncel-lès-Lunéville
2. de surveiller la ligne de la Vezouze à Bénaménil à Thiébauménil
3. d'assurer quotidiennement une découverte en avant des avant-postes
4. de se relier avec la 74e division et la 145e brigade
5. de fournir un escadron à l'infanterie à Azerailles
6. d'être utilisé comme réserve mobile de feux

#### 1915
Le 14 août 1915, le régiment de marche de la 21e brigade de cavalerie légère comprenant les 7e et 8e escadrons du 6e hussards et les 9e et 10e escadrons du 10e hussards sera dénommé « 17e régiment de marche de hussards ».

Le 22 août, le peloton cycliste est dissous.
La note secrète du 31 décembre 1915 prescrit la suppression des escadrons de réserve de dragons restant dans les armées du Nors-Est et la dislocation des 21e, 22e et 23e brigades de cavalerie de marche.

#### 1916
En conséquence, le 17e régiment de hussards de marche est dissous le 8 janvier 1916 :
- les 7e et 8e escadrons du 6e hussards passent à la 59e division en remplacement des 5e et 6e escadrons du 25e dragons.
- les 9e et 10e escadrons du 10e hussards passent à la 68e division en remplacement des 5e et 6e escadrons du 15e dragons.

### Sources et bibliographie
- J.M.O. 9 octobre 1914-7 janvier 1916